# Hưng Mỹ, Vĩnh Long
Hưng Mỹ là một xã thuộc tỉnh Vĩnh Long, Việt Nam.

## Địa lý
Xã Hưng Mỹ có vị trí địa lý:
- Phía đông giáp xã Hòa Minh, ranh giới là sông Cổ Chiên
- Phía tây giáp phường Trà Vinh và xã Châu Thành.
- Phía nam giáp xã Vinh Kim.
- Phía bắc giáp phường Hòa Thuận.

Xã Hưng Mỹ có diện tích 67,02 km², dân số năm 2025 là 40.259 người, mật độ dân số đạt 600 người/km².

## Hành chính
Xã Hưng Mỹ được chia thành 8 ấp: Bà Trầm, Bãi Vàng, Cồn Cò, Đại Thôn, Ngãi Hiệp, Ngãi Lợi, Rạch Giữa, Rạch Vồn.

## Lịch sử
Sau năm 1975, Hưng Mỹ là một xã thuộc huyện Châu Thành Đông.
Ngày 11 tháng 3 năm 1977, Hội đồng Chính phủ ban hành Quyết định 59-CP về việc giải thể huyện Châu Thành Đông sáp nhập xã Hưng Mỹ của huyện Châu Thành Đông vào huyện Cầu Ngang.
Ngày 29 tháng 9 năm 1981, Hội đồng Bộ trưởng ban hành Quyết định 98-HĐBT về việc thành lập huyện Châu Thành trên cơ sở tách xã Hưng Mỹ của huyện Cầu Ngang.
Ngày 16 tháng 6 năm 2025, Ủy ban Thường vụ Quốc hội ban hành Nghị quyết số 1687/NQ-UBTVQH15 về việc sắp xếp các đơn vị hành chính cấp xã của tỉnh Vĩnh Long năm 2025. Theo đó, sắp xếp toàn bộ diện tích tự nhiên, quy mô dân số của các xã Phước Hảo, Hưng Mỹ và Hòa Lợi thành xã mới có tên gọi là xã Hưng Mỹ.
Sau khi sáp nhập, xã Hưng Mỹ có 67,02 km² diện tích tự nhiên và dân số 40.259 người.